# Medica mondiale
medica mondiale e. V. ist eine deutsche Frauenrechts- und Hilfsorganisation mit Sitz in Köln. Sie unterstützt weltweit Hilfsprojekte für Frauen und Mädchen, die von sexualisierter Kriegsgewalt betroffen sind. Darüber hinaus leistet die Organisation politische Aufklärungsarbeit über die Lage von Frauen und Mädchen in Kriegs- und Krisengebieten. Die Hauptgeschäftsstelle des gemeinnützigen Vereins ist in Köln.

## Geschichte
Ende 1992 machte sich die Ärztin Monika Hauser, schockiert über die Massenvergewaltigungen an bosnischen Frauen, auf den Weg ins Kriegsgebiet der Nachfolgestaaten Jugoslawiens. Im April 1993 eröffnete sie in der Stadt Zenica (Bosnien) mit rund 20 einheimischen Psychologinnen und Ärztinnen das Frauentherapiezentrum Medica Zenica. Die Organisationen entwickelten Konzepte, wie kriegstraumatisierten Frauen und ihren Kindern noch während des Krieges geholfen werden kann. In Deutschland akquirierten Unterstützer Spendengelder für Hausers Anliegen, organisierten Versorgungskonvois ins Kriegsgebiet und mobilisierten die Öffentlichkeit. Im Juni 1993 wurde in Köln der Verein medica mondiale von Hauser gegründet. Ende 1993 wurde Hauser in den ARD-Tagesthemen zur „Frau des Jahres“ gewählt.
1996 wurde Medica Zenica offiziell in Bosnien als humanitäre Organisation anerkannt. Das Engagement des Vereins wurde 1999 auf den Kosovo und Albanien ausgeweitet, wo weitere Zentren für die Betreuung von im Balkankonflikt vergewaltigten und traumatisierten Frauen entstanden. Auf der Grundlage des in Bosnien entwickelten stress- und traumasensiblen Ansatzes wurde die Vereinstätigkeit auch auf weitere Länder ausgeweitet, beispielsweise 2001 auf Afghanistan und 2006 auf den Südosten Liberias. Über einen Fonds werden außerdem Projekte von Partnerorganisationen unter anderem in der DR Kongo, in Burundi, Ruanda und Uganda gefördert. Seit dem Jahr 2015 arbeitet der Verein auch mit geflüchteten Frauen in der Türkei und im Nordirak.

## Ziele und Grundsätze
Der Verein verfolgt mit seiner Arbeit nach eigenen Angaben die Vision, dass alle Frauen und Mädchen in einer Welt ohne Gewalt leben können, und damit in Würde und Gerechtigkeit. Der Verein bietet Frauen mit Traumasymptomen medizinische, soziale und psychologische Hilfen sowie Rechtsberatung und -vertretung an. Einheimische werden für die Arbeit mit traumatisierten Frauen geschult, Beratungs- und Gesundheitszentren eingerichtet und Möglichkeiten zur Sicherung des Lebensunterhalts geschaffen. Außerdem werden Verbrechen an Frauen dokumentiert und juristisch zur Anklage aufbereitet. Ziel ist die Hilfe zur Selbsthilfe und die Unterstützung eines eigenständigen, gleichberechtigten Lebens, sowohl durch die individuelle Arbeit mit betroffenen Frauen, als auch durch Beeinflussung der gesellschaftlichen und politischen Rahmenbedingungen. Selbiges gilt auch für die vom Verein aufgebauten Organisationen. Diese Frauenorganisationen werden danach weiterhin finanziell unterstützt und beraten.
Die Organisation lehnt jede Art von Nationalismus und Fundamentalismus ab und versteht sich als Teil der internationalen Frauenbewegung. Sie spricht sich für Toleranz und Wertschätzung kultureller und gesellschaftlicher Vielfalt aus, solange dies mit den universellen Menschenrechten vereinbar ist. Die Organisation fordert die Umsetzung und Weiterentwicklung der Resolution 1325 („Frauen, Frieden und Sicherheit“) der Vereinten Nationen, die im Jahr 2000 verabschiedet wurde.
Der Verein ist Mitglied im Forum Menschenrechte und im Verband Entwicklungspolitik und Humanitäre Hilfe deutscher Nichtregierungsorganisationen (VENRO). Außerdem hat sich der Verein der Initiative Transparente Zivilgesellschaft angeschlossen.

## Projektarbeit vor Ort
Weltweit existierende Projekte von medica mondiale:

### Südosteuropa
Der Verein eröffnete neben Medica Zenica nach Ende des Kosovokrieges 1999 ein interdisziplinäres Frauenberatungszentrum im ländlichen Gjakova im Kosovo. Medica Gjakova ist seit 2011 eigenständig.

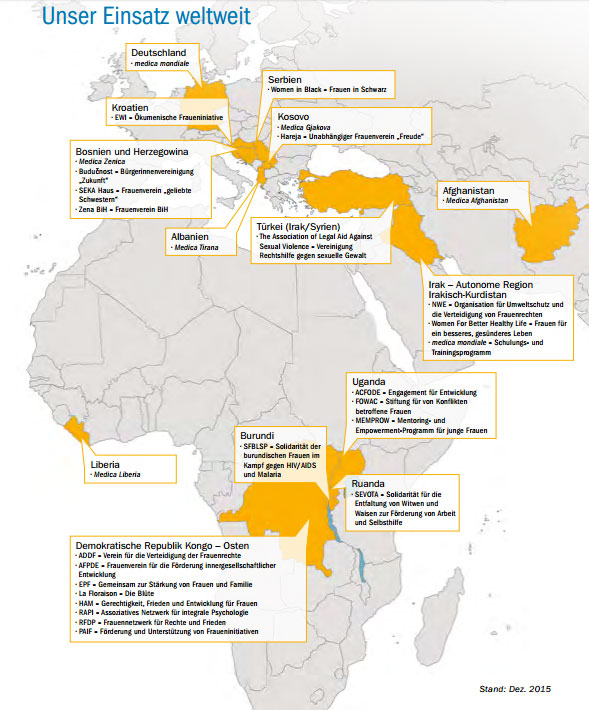
Weltweit existierende Projekte von medica mondiale.

### Afghanistan
2001 begann die deutsche Beteiligung am Krieg in Afghanistan. Kurze Zeit später, ab Anfang 2002, gründete der Verein die Medica Afghanistan. Die Frauenrechtsorganisation ist seit dem Jahr 2011 eigenständig. Nach der Machtübernahme der Taliban im August 2021 hat sich die Situation für Frauen und Mädchen in Afghanistan extrem verschlechtert. Sie werden vom öffentlichen Leben ausgeschlossen, der Zugang zu zivilen Rechten und Freiheiten wurde stark eingeschränkt.

### Afrika
Über einen Projektefonds fließen seit 2004 Fördergelder an ausgewählte Frauenorganisationen, überwiegend in die zentralafrikanische Region der Großen Seen. Der Verein unterstützt Partnerorganisationen in der DR Kongo, in Ruanda, Uganda und Burundi. Seit 2006 arbeitet medica mondiale im Südosten Liberias in einem Gemeinschaftsprojekt mit der Deutschen Welthungerhilfe zur medizinischen und psychosozialen Versorgung und Betreuung liberianischer Frauen. Die dort gegründete Frauenrechtsorganisation medica Liberia ist seit 2015 eigenständig.

### Naher Osten
Seit Herbst 2014 arbeitet der Verein in der Region Syrien/Irak. Aufgrund des Bürgerkriegs in Syrien, und der instabilen politische Situation im Irak durch die Terrororganisation „Islamischer Staat“ unterstützt der Verein Frauen und Mädchen, die sowohl in ihren Heimatländern als auch auf der Flucht von sexualisierter Gewalt betroffen und bedroht sind.

## Stress- und traumasensibler Ansatz
Basierend auf der Arbeitserfahrung in Kriegs- und Nachkriegsgebieten hat der Verein einen STA – stress- und traumasensiblen Ansatz® zur Unterstützung von Gewalt betroffenen Menschen, insbesondere Frauen, entwickelt. Der traumasensible Ansatz berücksichtigt bestimmte Grundprinzipien im Umgang mit Menschen, die Gewalt erfahren haben. Es geht dabei um die Vermeidung von zusätzlichem Stress für die Betroffenen. Außerdem soll die stress- und traumasensible Arbeitsweise einer Re-Traumatisierung vorbeugen und Frauen bei der Wiederherstellung des Selbstwertgefühls stärken. Ziel der psychosozialen Begleitung ist es, die Bewältigung traumatischer Erfahrungen zu unterstützen. Diese Unterstützung geht Hand in Hand mit Maßnahmen, die politische Rahmenbedingungen, Strukturen und gesellschaftliches Bewusstsein verändern sollen, wozu auch die Schulung von Nichtregierungsorganisationen, Polizei, Gesundheits- und Justizpersonal gehört.

## Fortbildungen und Trainings
Der Verein Medica Mondiale bildet Trainierende aus, die als Multiplikatoren Fortbildungen zum STA – stress- und traumasensiblen Ansatz® anbieten. Diese Fortbildungen eignen sich für Fachkräfte mit den Tätigkeitsschwerpunkten internationale Zusammenarbeit und ziviler Friedensdienst. Fach- und Führungskräfte sowie Mitarbeitende aus den Arbeitsfeldern Konflikttransformation, Friedensförderung, Flucht und Migration, mentale Gesundheit, Menschenrechte, Friedensförderung oder Geschlechtergerechtigkeit, erlernen Stress, Trauma und Traumadynamiken in unterschiedlichen Arbeitsfeldern zu verstehen und Menschen mit Gewalterfahrung hinsichtlich der genannten Themen sensibilisiert zu unterstützen. Die vermittelten Kompetenzen werden bspw. in den Bereichen Kommunikation, Umgang mit Gewaltbetroffenen und der Projektgestaltung eingesetzt.

## Lobbyarbeit und Kampagnen
Mit Aufklärungs- und Menschenrechtsarbeit möchte der Verein auf gesellschaftliche und politische Veränderungen zugunsten von Frauen hinweisen, in Deutschland und weltweit. Auf Fachveranstaltungen, in Gesprächen mit Politikern, aber auch in Positionspapieren und Offenen Briefen bezieht die Organisation Stellung zum Thema sexualisierte Kriegsgewalt, benennt Strategien zur Prävention sexualisierter Gewalt und fordert Entscheidungsträger zum Handeln auf.
Durch Kampagnen machte der Verein auf sexualisierte Gewalt im Krieg und ihre Folgen aufmerksam: Zeit zu sprechen erinnerte im Jahr 2005 an die Verbrechen gegen Frauen im Zweiten Weltkrieg. Die Kampagne Im Einsatz von 2008 bis 2011 informierte über Frauen und Mädchen in Kriegs- und Krisengebieten und bat um Unterstützung für sie. Zur systematischen Erforschung der Langzeitfolgen von Kriegsvergewaltigungen in Bosnien und Herzegowina führten medica mondiale und Medica Zenica eine Studie durch, die 2015 veröffentlicht wurde.
Mit Unterstützung des Ministeriums für Gesundheit, Emanzipation, Pflege und Alter des Landes Nordrhein-Westfalen bietet der Verein seit 2016 Fortbildungen für Haupt- und Ehrenamtliche aus dem Arbeitsfeld Flucht und Migration sowie Seminare für Gesundheitsfachkräfte an, die an der Versorgung Schutzsuchender beteiligt sind. Im Juni 2016 entwickelte der Verein in Zusammenarbeit mit dem Kölner Flüchtlingsrat e. V. ein Positionspapier zum Schutz geflüchteter Frauen in Flüchtlingsunterkünften, welches dem Ministerium für Inneres und Kommunales des Landes Nordrhein-Westfalen vorgelegt wurde.

## Finanzierung
Die Vereinsarbeit wird durch Spenden und Zuwendungen aus öffentlichen Mittel finanziert. Informationen über die Einnahmen und Ausgaben bietet der Jahresbericht.